# یواس‌اس کچیکن (وای‌تی‌بی-۷۹۵)
یواس‌اس کچیکن (وای‌تی‌بی-۷۹۵) (به انگلیسی: USS Ketchikan (YTB-795)) یک کشتی بود که طول آن ۱۰۹ فوت (۳۳ متر) بود. این کشتی در سال ۱۹۶۸ ساخته شد.